# The Velvet Underground
The Velvet Underground [ðə ˈvelvət ˌʌndɚgraʊnd]IPA byla americká rocková skupina, založená v New Yorku v roce 1965; existovala jen do roku 1973. Původními členy byli Lou Reed (zpěv, kytara, harmonika) a John Cale (klávesy, viola, baskytara, zpěv), Sterling Morrison (kytara, baskytara) a Angus MacLise (bicí). Posledního jmenovaného ještě ve stejný rok vystřídala bubenice Maureen Tucker. Přestože skupina neměla prakticky žádný komerční úspěch, je označována za jednu z nejdůležitějších a nejvlivnějších skupin šedesátých let. To potvrdil i hudební teoretik Brian Eno, když řekl, že si v době vydání jejich první album koupilo jen několik tisíc lidí, ale skoro každý z nich pak založil vlastní skupinu. V počátcích skupiny byl jejich manažerem Andy Warhol, a skupina tak často vystupovala v jeho The Factory a jako součást jeho Exploding Plastic Inevitable.
Jejich první album The Velvet Underground & Nico vyšlo počátkem roku 1967 a spolupracovali na něm s německou zpěvačkou, herečkou a modelkou Nico. V žebříčku sta největších umělců všech dob časopisu Rolling Stone se skupina umístila na 19. místě. V žebříčku pěti set nejlepších alb všech dob se umístila jejich první čtyři alba. Skupina v původní sestavě vydala ještě jedno album, poté byl John Cale vyhozen. Na jeho místo nastoupil Doug Yule, který se skupinou hrál až do jejího rozpadu v roce 1973. The Velvet Underground vydali bez Calea další dvě alba, načež v roce 1970 odešel i Lou Reed. Skupinu nadále vedl Yule, který s ní vydal ještě jedno album, na kterém se však neobjevil žádný z původních členů. The Velvet Undreground v klasické sestavě se znovu sešli v roce 1990, avšak pouze pro jeden benefiční koncert, a znovu v roce 1993 pro evropské turné, při němž se jednou zastavili i v Praze. Plány na americké turné zkrachovaly. V roce 1995 zemřel Sterling Morrison, čímž zanikla šance skupinu obnovit v jejím klasickém složení. V roce 1996 byli The Velvet Underground uvedeni do Rock and Roll Hall of Fame. Úvodní slovo ceremoniálu přednesla Patti Smith.

## Historie

### Pre-Velvet (1964–1965)

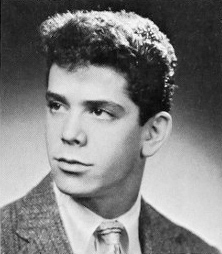
Lou Reed v roce 1959

Základy The Velvet Underground byly položeny koncem roku 1964. Zpěvák a kytarista Lou Reed již předtím hrál s několika garážovými, krátce existujícími skupinami a od září 1964 pracoval jako skladatel pro Pickwick Records. Dodnes není jisté, na jakých nahrávkách Reed hrál nebo které složil. Na druhou stranu John Cale, který se do New Yorku přestěhoval z rodného Walesu počátkem šedesátých let, zde hrál s avantgardními hudebníky, jako byl například Tony Conrad, Angus MacLise, La Monte Young nebo Marian Zazeela. Reed někdy počátkem listopadu dostal možnost nahrát skladbu ve vlastní režii. Vybral si skladbu „The Ostrich“, přičemž na B‑straně singlu byla „Smeaky Pete“. Jako interpret byla na obalu desky uvedena skupina The Primitives. Producent Terry Phillips se koncem listopadu rozhodl, že by chtěl skupinu The Primitives doopravdy založit. Potkal Calea a Conrada a zeptal se jich, jestli by nechtěli s nově vznikající skupinou hrát. Oba nabídku přijít na zkoušku přijali, přičemž Phillipsovi řekli, že přivedou i bubeníka. Spolu s Calem a Conradem tedy přišel i sochař (a bubeník) Walter De Maria. Calea, Mariu a Conrada velmi překvapilo, že při skladbě „The Ostrich“ jsou všechny struny na kytaře naladěné stejně. Podobně to dělali i oni ve svých minimalistických kompozicích. Skupina nakonec opravdu vznikla a začala i koncertovat. Singl „The Ostrich“ / „Smeaky Pete“ vyšel někdy v prosinci 1964.
V lednu 1965 začali The Primitives vystupovat častěji, a to v New Yorku a okolních státech, pravděpodobně jen o víkendech, jak vzpomínají Cale a Conrad. Zaměstnanec Pickwick Records Bob Ragona ale tvrdí, že hráli častěji. Členové skupiny poskytli i různé rozhovory pro rozhlasové stanice a vystoupili i v televizi. Skupina se rozpadla v únoru 1965. I po rozpadu The Primitives Reed zprvu pokračoval s psaním písní pro Pickwick Records, později však od nich odešel, a to pravděpodobně z důvodu, že nechtěli vydat jeho skladby „Heroin“ a „I'm Waiting for the Man“; ostatní členové pokračovali v hraní avantgardní hudby.

### Počátky (1965–1966)
V březnu 1965 Cale s Reedem dali dohromady skupinu s názvem Falling Spikes. Oba spolu také hráli po newyorských ulicích, přičemž Reed hrál na akustickou kytaru a Cale na violu a zobcovou flétnu. Při této činnosti také potkali ženu jménem Elektrah Lobel, která s nimi začala spolupracovat jako kytaristka, a z tohoto období se dochovala nahrávka skladby „Wrap Your Troubles in Dreams“. Později byla Elektrah ze skupiny „vyhozena“, protože jí několikrát začaly krvácet ruce kvůli moc tvrdému hraní na kytaru. V této době stále Cale vystupuje s Conradem a jinými. V dubnu 1965 se Reed v metru setkal se svým dávným kamarádem Sterlingem Morrisonem. Morrison se ve Falling Spikes ujímá kytary a se skupinou začíná hrát i Caleův kamarád, bubeník Angus MacLise. Morrison, MacLise, Reed a Cale v té době vytvořili hudební doprovod k multimediální akci nazvané Launching the Dream Weapon. Hráli i na jiných podobných akcích, kde se často setkávali se skupinou The Fugs. V této době se skupina přejmenovala na Warlocks.
V létě 1965 se skupina seznámila s knihou The Velvet Underground od Michaela Leigha pojednávající o sexuální subkultuře šedesátých let. Knihu nejspíš skupině představil Calelův přítel Tony Conrad, který ji našel na ulici. Pravděpodobně i v této době skupina přijala název knihy za svůj. V červenci 1965 Reed, Cale a Morrison nahráli v bytě na Ludlow Street celkem šest demosnímků, totiž skladby „Venus in Furs“ (inspirována knihou Venuše v kožichu – v anglickém originále Venus in Furs Leopolda von Sacher‑Masocha), „I'm Waiting for the Man“, „Heroin“, „All Tomorrow's Parties“, „Wrap Your Troubles in Dreams“ a „Prominent Men“. Tyto rané nahrávky vyšly v roce 1995 jako součást box setu Peel Slowly and See. První čtyři byly nahrány znovu a vyšly na debutovém albu Velvet Underground, pátá na prvním albu zpěvačky Nico a šestá již nově nahrána nebyla.
V listopadu 1965 se skupina setkala s Alem Aronowitzem, který se záhy poté stal jejím prvním manažerem. Počátkem prosince jim Aronowitz zajistil první placený koncert, za který dostali 75 dolarů. Konal se na Summit High School v Summitu v New Jersey, kde předskakovali skupině The Myddle Class, které Aronowitz rovněž dělal manažera. Když se o placeném koncertu doslechl MacLise, hned skupinu opustil, považoval to totiž za její komercionalizaci. „Angus hrál jen kvůli umění,“ řekl později Morrison. Kvůli tomu, že MacLise stihl odejít ještě před koncertem, museli zbylí členové nalézt nového bubeníka. Nakonec Reed s Morrisonem sehnali přes svého kamaráda Jima Tuckera jeho sestru jménem Maureen. První placený koncert tedy nakonec opravdu proběhl 11. prosince a The Velvet Underground svou hudbou vypudili většinu návštěvníků ze sálu, takže Myddle Class hráli před poloprázdným sálem. Aronowitz pak pro skupinu získal možnost hrát v klubu Café Bizzare. Koncem prosince ji tam objevili Andy Warhol a Paul Morrissey a brzy poté se stali jejími manažery.

### Andy Warhol a Nico (1966)

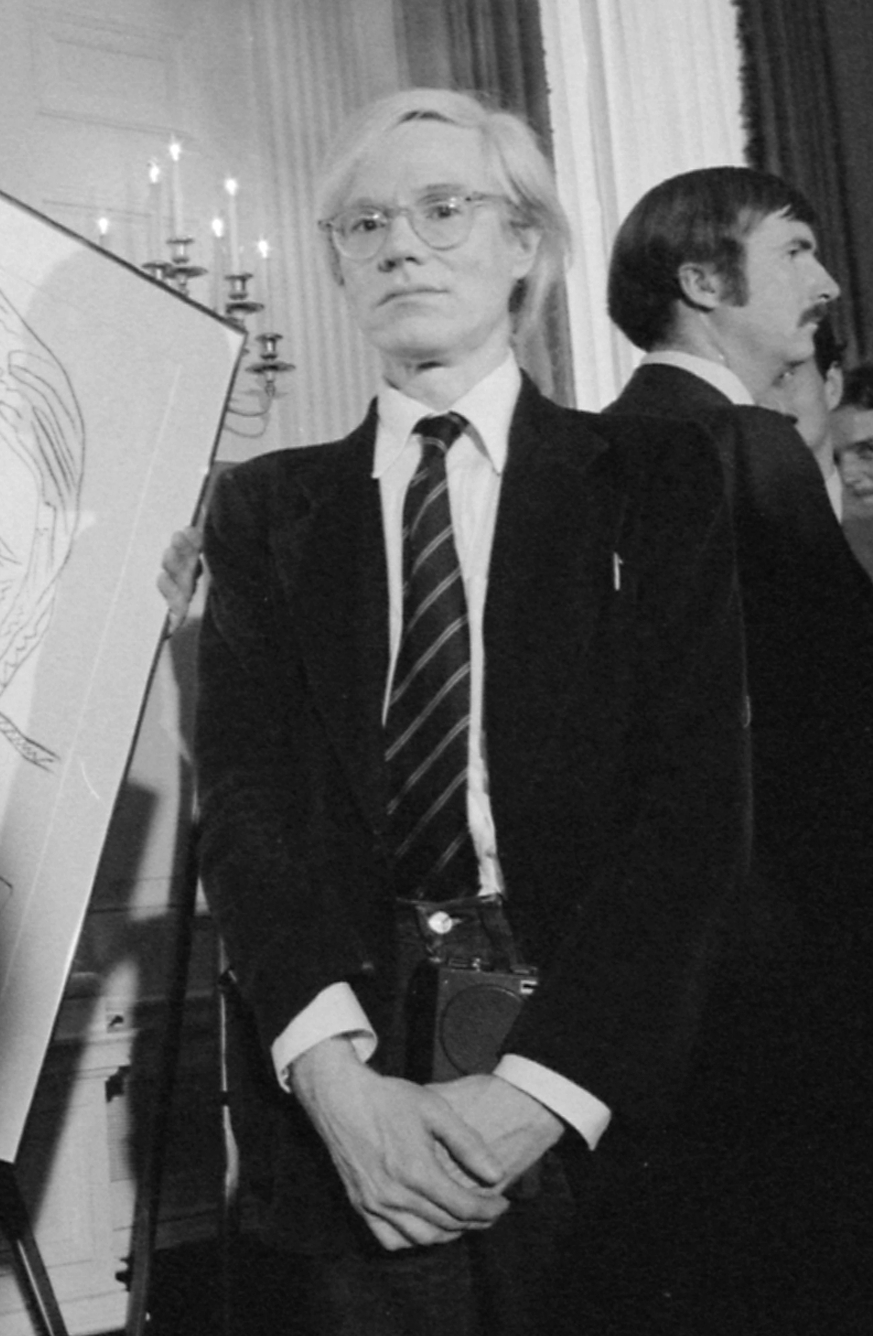
Andy Warhol v roce 1977

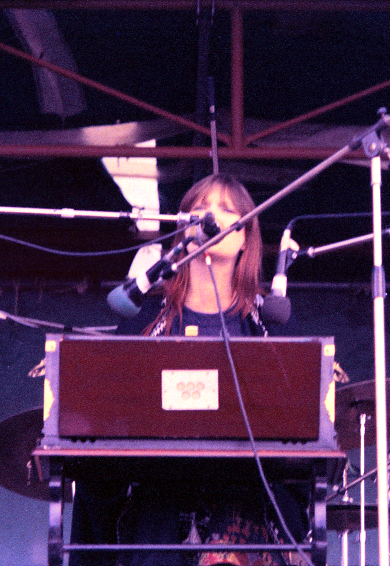
Nico v roce 1974

Hned počátkem ledna Warhol s Morrisseyem začali pro skupinu shánět zpěvačku, protože se jim Reedův projev nezamlouval; i přes Reedův velký nesouhlas se jí stala Nico. Reed byl také proti tomu, aby se zpěvačka stala členkou skupiny, proto bylo později na plakátech uváděno „The Velvet Underground & Nico“. V této době zatím neměli možnost nikde koncertovat, ale měli možnost zkoušet ve Warholově The Factory. V polovině ledna měli The Velvet Underground vystoupení u příležitosti výročí Newyorské společnosti pro klinickou psychiatrii, při němž byly v pozadí promítány filmy a tančili u nich Gerard Malanga a Edie Sedgwick. V druhé polovině ledna byla natočena zkouška skupiny ve Factory, později promítaná jako film s názvem The Velvet Underground & Nico: A Symphony of Sound. Ve filmu skupina vystoupila v sestavě Reed/Cale/Morrison/Tucker/Nico, objevil se v něm i tříletý syn Nico jménem Ari.
Mezi osmým a třináctým únorem skupina každý den hrála v Film-Makers' Cinematheque a jejich koncerty opět doprovodilo promítání filmů. Celá show dostala název Andy Warhol, Up‑Tight a začínala promítáním filmu Lupe. Když film skončí, přijdou Velvet Underground a začnou hrát, přičemž okolo nich tančí Malanga, Sedgwick a Danny Williams. Tyto show se nelíbily Nico ani Sedgwick. Obě tedy od Warhola odešly a druhá jmenovaná a o pár let později zemřela. Od března ji nahradila Ingrid Superstar. V druhé polovině března skupina hraje v obchodu s oblečením, které navrhla Betsey Johnson, a Warhol se na ni obrátil s prosbou, zda by nevytvořila pro členy skupiny kostýmy.
Počátkem dubna 1966 se The Velver Underground stali součástí Warholovy nové show s názvem Exploding Plastic Inevitable (EPI). Po celý duben s EPI vystupují v klubu The Dom a při jejich koncertu jsou v pozadí promítány filmy Sleep, Kiss, Emperor, Blow Job, Vinyl a Couch. Role tanečníků se tentokrát ujali Malanga, Ingrid Superstar, Mary Woronov, Ronnie Cutrone a Eric Emerson. V témže měsíci skupina rovněž nahrávala materiál pro své první album v Scepter Studios. Produkce se ujal Warhol, ale moc času ve studiu nestrávil, roli producenta tedy za něj neoficiálně převzal Norman Dolph. Dne 2. května 1966 skupina podepsala smlouvu s MGM Records. Počátkem května rovněž získala možnost hrát v klubu The Trip v kalifornském Los Angeles. Vystupuje zde znovu s EPI a předkapelou jim jsou The Mothers of Invention. V The Trip měli vystupovat několik týdnů, ale hned po několika koncertech klub uzavřela policie. Když byly koncerty nuceně zrušeny, rozhodla se skupina pokračovat v nahrávání skladeb pro své debutové album. Učinila tak ve studiu TTG Studios, přičemž produkce se tentokrát ujal Tom Wilson. Koncem května se skupina přesouvá do San Francisca, aby zde odehrála několik koncertů ve Fillmore Auditorium, a to opět se skupinou Mothers of Invention.
V červnu 1966 byl Reed hospitalizován s hepatitidou a Nico odjela na Ibizu. Zbytek skupiny odjel koncem června do Chicaga, kde měli týdenní angažmá v klubu Poor Richard's. Zbylí členové si museli vyměnit nástroje: Tucker se ujala baskytary a v některých skladbách kytary a za bicími ji nahradil MacLise. Koncerty měly takový úspěch, že se angažmá protáhlo na další týden. V červenci vyšel první singl The Velvet Underground; obsahoval skladby „All Tomorrow's Parties“ a „I'll Be Your Mirror“. V červenci a srpnu skupina kvůli Reedově nemoci nekoncertuje, ale počátkem srpna nahrála skladbu „Noise“, jež koncem roku 1966 vyšla na albu The East Village Other. Koncem srpna a počátkem září odehrála sérii koncertů v Provincetownu ve státě Massachusetts a v září získala měsíční smlouvu s klubem Balloon Farm. Ten se nacházel ve stejné budově jako klub The Dom, kde hrála na jaře, jen na jiném patře. Na několika koncertech nemocného Calea nahradil Henry Flynt.
Koncem října 1966 hrají The Velvet Underground na výstavě Warholových obrazů v Bostonu a předposlední říjnový den v hangáru na Leicesterském letišti. Počátkem listopadu jsou již doma v New Yorku a vstupují do Mayfair Studios, producentem jim je opět Wilson. Právě zde nahráli poslední skladbu na své dlouho očekávané první album; skladba dostala název „Sunday Morning“ a původně ji měla nazpívat Nico, která se na konečné verzi však podílí jen doprovodnými vokály. Když nahrávání skončilo, odjela skupina na několik koncertů do Ohia, 12. listopadu poprvé vyráží za hranice USA a hraje v kanadském městě Hamilton, následuje několik koncertů v Detroitu.
V prosinci 1966 skupina vydala svůj druhý singl: na straně A byla skladba „Sunday Morning“ a na B‑straně „Femme Fatale“. Ve stejný měsíc vyšlo třetí, speciální vydání magazínu Aspen, které designovali Warhol a David Dalton. K magazínu byl přiložen i singl obsahující skladbu „White Wind“ od Petera Walkera na A‑straně a na B‑straně skladbu „Loop“, připsanou skupině The Velvet Underground; skladbu ovšem nahrál sám Cale. Do časopisu rovněž přispěl Reed tím, že napsal čtyřstránkový text o svém vztahu k rock and rollu. O víkendu 10. a 11. prosince skupina ve Filadelfii odehrála své poslední koncerty v roce 1966.

### Vydání prvního alba a konec spolupráce sWarholem (1967)
Počátkem roku 1967 Velvet Underground nahráli pět demosnímků; jednalo se o skladby „Here She Comes Now“, „Sheltered Life“, „There Is No Reason“, „I'm Not Too Sorry (Now That You're Gone)“ a „It's All Right (The Way That You Live)“. Značně předělaná verze „Here She Comes Now“ později vyšla na jejich druhém albu a „Sheltered Life“ vydal Reed na svém sólovém albu Rock and Roll Heart. Ostatní skladby již znovu nahrány nebyly, ale tyto demosnímky vyšly v roce 1995 na kompilaci Peel Slowly and See. V první polovině ledna skupina vystupovala na newyorské Steve Paul's Scene. Následuje krátké období nekoncertování; Nico odehrála několik sólových koncertů v Domu, při kterých ji doprovázeli různí kytaristé. Byli mezi nimi Reed, Cale, Morrison, Jackson Browne nebo Tim Buckley a další. Členové Velvet Underground (v tomto případě tedy Reed, Morrison a Cale) se o koncerty s Nico střídali; ani jeden totiž neměl o hraní s ní zájem. V polovině února Velvet Underground bez Nico hráli ve Williamstownu.
S nástupem března 1967 vychází po velmi dlouhé době debutové album skupiny, pojmenované The Velvet Underground & Nico. Na přední straně obalu je Warholův sítotiskový žlutý banán a vedle něj je menším písmem napsáno „Peel Slowly and See“ („Pomalu oloupejte a uvidíte“ – po stržení obrázku žlutého banánu se na jeho místě objevil oloupaný růžový banán). Zajímavostí však je, že název alba se na přední obal desky vůbec nedostal; místo názvu alba nebo skupiny je pod banánem napsáno „Andy Warhol“. Album obsahuje pro tu dobu netradiční rozkládací booklet; uvnitř jsou černobílé fotografie Nata Finkelsteina a Billyho Namea. Na zadní straně obalu jsou potom Morrisseyovy barevné fotografie jednotlivých členů kapely plus jedna větší, na které je zachycena celá skupina při koncertě. Právě v okamžiku fotografování byl na pozadí za hudebníky promítán film Chelsea Girls a zrovna v něm byl vidět Eric Emerson. Ten ale chtěl od Verve Records peníze za použití svého snímku na desce. Nakonec došlo k tomu, že vydavatelství všechny desky z obchodů stáhlo a jeho obličej vyretušovalo. V žebříčku Billboard 200 se album dostalo na 171. příčku; méně známý časopis Cashbox mu však přiřknul 102. místo. V žebříčku pěti set nejlepších alb podle časopisu Rolling Stone se The Velvet Underground & Nico umístilo na 13. pozici, čtenáři téhož časopisu jej zvolili mezi deset nejlepších obalů alb, a to jako desáté v pořadí. Jedenáct písní odráželo umělecký rozsah skupiny. Jsou zde k nalezení různé typy skladeb, jako jsou tiché „Femme Fatale“ a „I'll Be Your Mirror“, garážové „I'm Waiting for the Man“ a „There She Goes Again“, experimentální „Venus in Furs“ a „Heroin“, „Sunday Morning“, která je spíše popová. Warhol si nejvíce oblíbil „All Tomorrow's Parties“.
Na přelomu března a dubna Velvet Underground – opět bez Nico – hráli v Providence ve státě Rhode Island. V dubnu 1967 se Reed setkal s Brianem Epsteinem, který projevil zájem jim dělat manažera. Nakonec z toho však sešlo. V té době se skupina účastnila nahrávání sólového alba Nico s názvem Chelsea Girl. Hrají na něm, až na Maureen Tucker, všichni ostatní členové skupiny (Reed, Morrison, Cale) doplnění Jacksonem Brownem. Všichni zároveň napsali několik písní pro album, jehož produkce se opět ujal Tom Wilson. Ve stejném měsíci skupina absolvovala několik newyorských koncertů v Gymnasiu, v klubu Cheetah a opět v Gymnasiu. Během května je skupina prakticky neaktivní, první koncerty se konaly až na samém konci tohoto měsíce v Boston Tea Party v Bostonu. Warhol není těmto koncertům přítomen a zařídil je Steve Sesnick; neúčastní se jich ani Nico a pravděpodobně v této době je z kapely propuštěna. 9. a 10. června opět skupina hrála v Boston Tea Party. Spolupráce s Warholem a Morrisseyem skončila v červenci 1967.

### Postwarholovské období a druhé album (1967–1968)

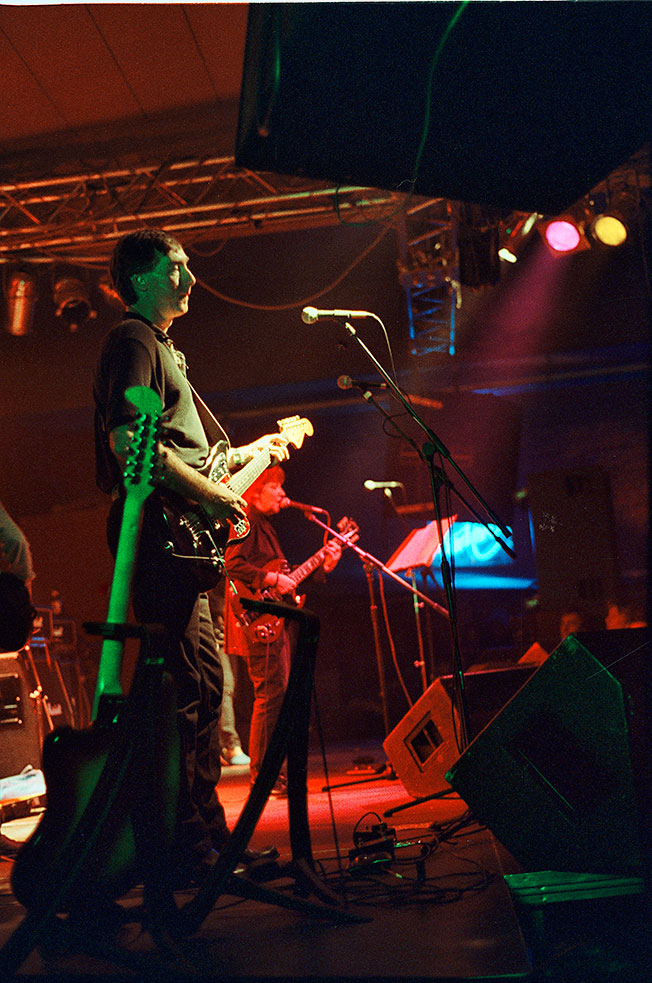
Sterling Morrison a Maureen Tucker v roce 1992

Na místo Warhola nastoupil Sesnick. Ten se snažil sehnat vydavatelskou smlouvu s Epsteinem, který však 27. srpna 1967 nečekaně zemřel ve svém londýnském bytě, a z jejich spolupráce proto nic nevzešlo. Od 19. do 22. a znovu od 26. do 29. července Velvet Underground koncertovali v klubu Trauma ve Philadelphii, v srpnu následovaly koncerty v Boston Tea Party. V první polovině září začali v Mayfair Studios nahrávat své druhé album pojmenované White Light/White Heat. Jeho nahrávání trvalo jen několik dní, ale celé vzniklo v září. Produkce se opět ujal Tom Wilson a nahrávacím technikem byl Gerry Kellgren. Album otevírá stejnojmenná skladba o amfetaminech „White Light/White Heat“, následuje „The Gift“. Text ke druhé skladbě napsal Reed ještě na univerzitě; jako hudba k ní byl použit základ skladby „Booker T.“. Nahrávka je velmi zvláštní, protože hudba je nahrána do jednoho kanálu a slova do druhého, takže i při výstupu zní každé z jednoho reproduktoru a buď jednu nebo druhou část lze vypustit. Hlavní postavou ve skladbě „The Gift“ je jistý Wald Jeffers; student, který se snaží poslat sebe sama poštou. Zajímavostí je, že Cale celý osmiminutový text namluvil na první pokus. Následuje píseň „Lady Godiva's Operation“, ve které pravděpodobně dochází ke změně pohlaví. Skladbu opět zpívá Cale, přičemž Reed občas svým hlasem také zasáhne. Patrně nejmelodičtější skladbou na tomto albu je „Here She Comes Now“, poslední na A‑straně původního LP. B‑strana začíná free jazzovou „I Heard Her Call My Name“ a končí sedmnáctiminutovou skladbou „Sister Ray“.
Mezi 21. a 24. zářím skupina hrála v divadle Savoy v Bostonu. Od října 1967 do února odehrála velmi málo koncertů. Tucker si našla regulérní práci, Cale nahrával s Conradem a rovněž se svou budoucí ženou cestovali; co dělali zbylí dva členové, není jisté. Již v této době začínají mít Reed a Cale pomalu spory o budoucí směřování hudby Velvet Underground. V listopadu vyšel první singl z druhého alba; obsahoval skladby „White Light/White Heat“ a „Here She Comes Now“. V polovině téhož měsíce skupina krátce vystoupila v Lincolnově centru v New Yorku. 5. prosince skupina nahrála (pouze instrumentálně) skladbu „Guess I'm Falling in Love“, jež vyšla až v roce 1986 na albu Another View. Album White Light/White Heat vyšlo koncem ledna 1968. Na jeho předním obalu je fotografie od Billyho Namea; ta ale není skoro vůbec vidět, protože je černá stejně jako podklad, jen má trochu jiný odstín. Album se sotva dostalo do žebříčku Billboard 200 – skončilo na 199. místě. V žebříčku pěti set nejlepších alb všech dob podle časopisu Rolling Stone se umístilo na 292. příčce.
První řádný koncert Velvet Underground od září předchozího roku se konal hned první únorový den v Aadvark Conematheyue v Chicagu. V polovině února 1968 skupina v A&R Studios začala opět nahrávat, a to skladbu „Stephanie Says“; tato verze vyšla až v roce 1985 na albu složené z out-taků nazvaném VU a v upravené podobě pod názvem „Caroline Says II“ na Reedově sólovém albu Berlin v roce 1973. Současně zde nahráli skladbu „Temptation Inside Your Heart“, která rovněž vyšla na VU. 24. února skupina hrála na Harvardově univerzitě v massachusettském Cambridge jako trio, bez Calea. Ten byl v té době v nemocnici s hepatitidou, takže několik koncertů vynechal. Od 15. do 17. března skupina hrála ve Filadelfii a 22. a 23. v Boston Tea Party. V dubnu se Cale oženil s Betsey Johnson, což dále zhoršilo vztahy mezi Reedem a Calem. Následují koncerty v Chicagu a Clevelandu, počátkem druhé poloviny května opět hrají v Boston Tea Party a o několik dní později i v Los Angeles. Počátkem června 1968 Valerie Solanas postřelila Warhola; o pár dní později byl spáchán atentát na Roberta F. Kennedyho. Ačkoliv Warhol už přibližně rok nebyl manažerem skupiny, Reeda zpráva zasáhla.
V červnu hráli Velvet Underground opět v Kalifornii a koncem měsíce vyrazili do Kanady, aby zde od 27. do 30. června koncertovali ve Vancouveru. Počátkem července hráli v kalifornském San Diegu, o dalším víkendu v Los Angeles, další víkend pak v San Franciscu. V polovině srpna opět přes víkend hráli v Boston Tea Party. V září 1968 Nico nahrála své druhé album s názvem The Marble Index. Všechny skladby si napsala sama, produkce se ujal Frazier Mohawk a aranžmá a všechny ostatní nástroje zajistil Cale. Od srpna až do poloviny září Velvet Underground nekoncertovali, až o víkendu 20. a 21. září hráli ve Filadelfii a o dalším víkendu v Boston Tea Party. Bostonský koncert byl posledním, kde skupina zahrála v klasické sestavě.

### Odchod Calea a třetí album (1968–1969)

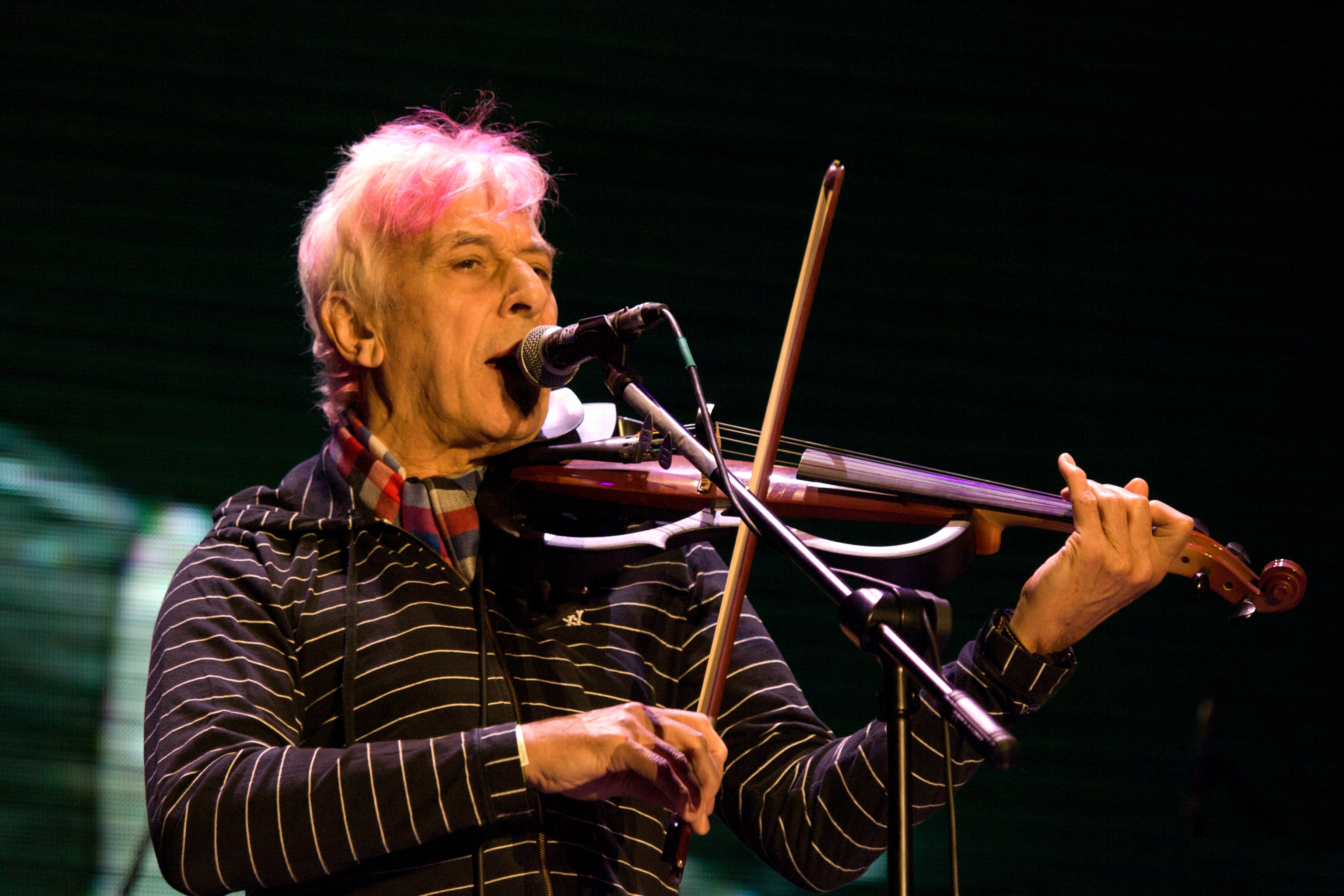
John Cale v roce 2010

Reed a Cale nebyli stavěni, aby spolu hráli v jedné skupině, každý chtěl skupinu vést jiným směrem. Cale by raději stále experimentoval, naopak Reed by raději hudbu zklidnil a pokračoval dál v klidnějším stylu. Koncem září 1968 si Reed domluvili setkání s Morrisonem a Tucker v kavárně. Řekl jim, že Cale ve skupině končí. Následovala hádka, ale ostatní členové proti Reedovi nic nezmohli. Novým členem skupiny se stal nezkušený Doug Yule. Cestovního manažera jim tehdy dělal Hans Onsager, syn držitele Nobelovy ceny za fyziku Larse Onsagera. Své první koncerty s kapelou si Yule odbyl v Clevelandu jen několik dní po svém příchodu. Následují koncerty v Kalifornii a rovněž čtyři koncerty ve Vancouveru.
V listopadu 1968 skupina začala v TTG Studios nahrávat další album. Nepřizvali si žádného producenta a o zvuk se postaral Val Valentin. Během listopadu stále koncertovali v Kalifornii a v prosinci v Clevelandu a v Bostonu. Na obou místech hrají i v lednu 1969. V březnu 1969 vyšlo třetí album skupiny s ještě jednodušším názvem než jejich debut: jmenovalo se The Velvet Underground. Album má černý obal, v jehož středu je fotografie od Billyho Namea; jsou na ní všichni členové skupiny usazení na pohovce. Nad fotografií je jednoduchý nápis „The Velvet Underground“. Na zadním obalu je uveden seznam skladeb, jméno nahrávacího inženýra, poděkování Billymu Nameovi a fotografie Reeda s cigaretou rozříznutá v polovině. Levá polovina fotografie se na albu neobjevila, je tam pouze dvakrát pravá, přičemž na levé polovině je vzhůru nohama. Album otevírá skladba „Candy Says“, jež vypráví o transvestitovi jménem Candy Darling; je rovněž jedinou skladbou na albu, ve které zpívá sám Yule. Následují skladby „What Goes On“, „Some Kinda Love“ a „Pale Blue Eyes“, kterou měla skupina v repertoáru již v roce 1966. Její text pojednává o Reedově bývalé přítelkyni z univerzity. Následují „Jesus“, „Beginning to See the Light“, „I'm Set Free“, „That's the Story of My Life“ a „The Murder Mystery.“ Poslední jmenovaná se nese spíše v duchu předchozího alba. Album uzavírá skladba „After Hours“, ve které zpívá Tucker. Styl většiny skladeb na albu lze přirovnat k folk rocku. Album se umístilo na 197. pozici v žebříčku Billboard 200, v žebříčku 500 nejlepších alb Rolling Stonu se umístilo na 314. příčce. Ve stejném měsíci jako album vyšel i jediný singl obsahující skladby „What Goes On“ a „Jesus“.

### „Poslední“ čtvrté album a Reedův odchod (1969–1970)
Od poloviny března Velvet Underground opět koncertovali – nejprve v Bostonu, Clevelandu, Detroitu a Chicagu. Mezi květnem a srpnem 1969 nahrávali v newyorském studiu Record Plant; zvuku se ujal Gary Kellgren a nahrávání začalo 6. května skladbami „Foggy Notion“ a „Coney Island Steepplechase“. 11. května pak odehráli jeden koncert v St. Louis, 13. se vrátili do studia nahrát „Andy's Chest“ a „I'm Sticking with You“, o den později pak „She's My Best Friend“. Po dalším přerušení, vyplněném dvěma koncerty v South Deerfieldu v Massachusetts, nahráli skladbu „I Can't Stand It“. Poslední dva květnové dny skupina opět hrála v oblíbeném Bostonu a v polovině června znovu v South Deerfieldu. 19. června nahráli skladby „Ocean“, „Rock & Roll“ a „Ferryboat Bill“. O pár dní později skupina hrála v kanadském Torontu, o dalším víkendu pak ve Filadelfii a 11. července v Bostonu. V srpnu hráli v Massachusetts a Filadelfii a počátkem září se znovu vrátili do Record Plant nahrát nejprve „Ride Into the Sun“ a později v několika dnech „One of These Day“, „I'm Gonna Move Right In“, „We're Gonna Have a Real Good Time Together“ a „Lisa Says“. Některé zde skladeb nahraných v průběhu roku 1969 v Record Plant vyšly později jako součást alb VU a Another View, některé byly nahrány znovu pro album Loaded a některé nahrál znovu Reed na svá raná sólová alba.
Počátkem října skupina vyjela na turné, které zahrnovalo města South Deerfield, Filadelfie, Minneapolis, Dallas a Austin. V říjnu rovněž nahrál John Cale, který není již rok členem skupiny, své první sólové album; vyšlo následující rok pod názvem Vintage Violence. Velvet Underground v turné pokračovali i v listopadu, kdy hráli v Los Angeles a San Franciscu. Při tomto turné bylo na několika koncertech nahráno album 1969: The Velvet Underground Live, které vyšlo až o několik let později. Další koncerty odehráli do konce roku i v prvních třech měsících roku následujícího. V březnu 1970 vydal Cale své první sólové album Vintage Violence.

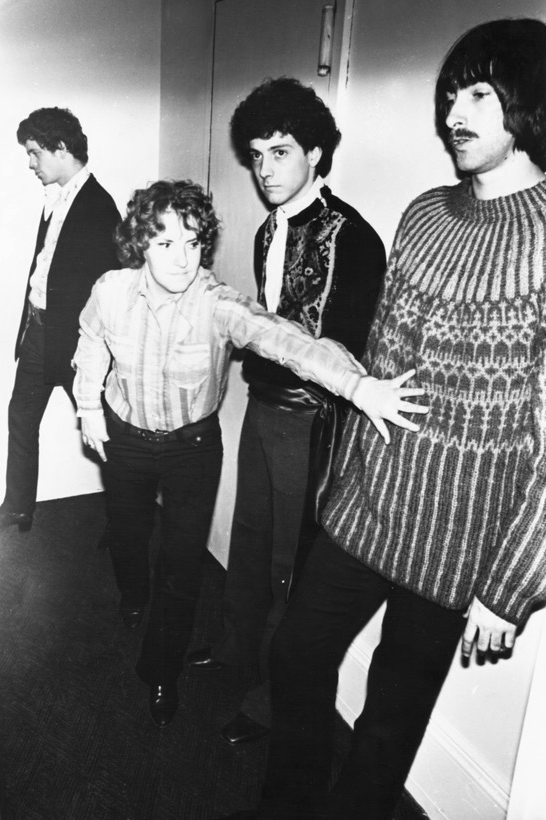
The Velvet Underground v roce 1968, zleva: Lou Reed, Maureen Tuckerová, Doug Yule a Sterling Morrison

Počátkem roku 1970 byl prezident vydavatelství MGM Records Mike Curb byl donucen zrušit smlouvy s několika interprety, mezi jimiž byli i The Mothers of Invention Franka Zappy, Eric Burdon and the Animals nebo právě Velvet Underground. Skupina tedy podepsala novou smlouvu s vydavatelstvím Atlantic Records. V polovině dubna skupina šla do studia Atlantic Recording Studios v rodném New Yorku, přičemž do role zvukaře byl tentokrát nasazen Adrian Barber. Nahrávání se neúčastnila Tucker, která čekala své první dítě, a bicí soupravu proto obsluhovalo více lidí, mezi nimi Doug Yule, zvukový inženýr Adrian Barber, „session musician“ Tommy Castanaro a Yuleův bratr Billy, který v té době ještě studoval na střední škole. Castanaro byl na zadním obalu alba následně uveden jen jako Tommy, což bylo způsobeno tím, že si nikdo nemohl vzpomenout na jeho příjmení. Přestože Tucker na albu vůbec nehrála, byla uvedena na zadní straně jeho obalu. Nahrávání pokračovalo až do června, nyní se však rolí producentů ujali Geoff Haslam, Shel Kagan a samotní Velvet Underground. Mezi tím rovněž několikrát odjeli na koncerty a zahráli například v Bostonu a Filadelfii. 24. června, po třech letech nekoncertování v rodném New Yorku, skupina zahájila angažmá v klubu Max's Kansas City. V srpnu 1970 vydalo MGM kompilaci s jednoduchým názvem Velvet Underground.
V srpnu 1970 rovněž v Max's vznikl záznam z jednoho koncertu, který v roce 1972 vyšel jako Live at Max's Kansas City. Na jeden koncert skupiny se rovněž přišla podívat Tucker, za kterou zaskakoval Billy Yule; na odchodu z koncertu jí Reed řekl, že odchází. V druhé polovině září, měsíc po Reedově odchodu, vyšlo čtvrté a prakticky poslední album Velvet Underground s názvem Loaded. Vydala je nakonec Cotillion Records, dceřiná společnost Atlantic Records. Na obalu alba je znázorněn vstup do metra a nad ním růžový kouř. Vytvořil ho Stanislaw Zagorski a jedná se o první album, na jehož obalu se nepodílel nikdo z Factory. Manažer skupiny Steve Sesnick na nahrávání pozval i původního člena Johna Calea, který hrál v demo verzi skladby „Ocean“, jež vyšla až na Fully Loaded Edition v roce 1997. V žebříčku 500 nejlepších alb časopisu podle Rolling Stone se Loaded umístilo na 109. příčce. Autorem všech písní na albu je Reed, ale protože se poslední práce na albu dělaly až po jeho odchodu, Sesnick jako autory skladeb nechal na obal uvést celou skupinu Velvet Underground. Reed kvůli tomu Sesnicka v roce 1971 a získal zpět práva na tyto písně. Naopak Sesnick získal práva na název skupiny.

### Doug Yule frontmanem a album Squeeze (1970–1973)
Velvet Underground v sestavě Yule-Morrison-Tucker a nový baskytarista Walter Powers se sešli v listopadu 1970 opět v Atlantic Recording Studios a nahráli několik písní, které později ve změněné sestavě nahráli znovu na album Squeeze.
Aktivity skupiny od roku 1971 do velké míry opadly a změnil se i její styl. Po celý rok 1971 prakticky jen koncertovala a nové skladby nenahrávala. Morrison v roce 1971 získal titul B. A. z angličtiny a skupinu opustil, aby mohl studovat středověkou literaturu (se získáním titulu PhD) na Texaské univerzitě v Austinu. Na jeho místo nastoupil zpěvák a klávesista Willie Alexander. V říjnu 1971 skupina odletěla do Spojeného království, kde odehrála své vůbec první koncerty v Evropě. Několik koncertů rovněž odehrála v Nizozemsku. Záznamy některých koncertů vyšly v roce 2001 v box setu Final V. U. Koncem ledna 1972 Cale, Reed a Nico odehráli ve Francii společný koncert v klubu Bataclan; záznam z něj vyšel v roce 2004 pod názvem Le Bataclan '72. V květnu 1972 vydal Reed své první sólové album s názvem Lou Reed. Většinu skladeb na albu tvoří nevydané skladby z dob Velvet Underground.
Koncem roku 1972 skupina Velvet Underground ztrácí smlouvu s Atlantic Records a rovněž bubenici. Trosky skupiny tedy uzavřela smlouvu s vydavatelstvím Polydor Records. Následně Tucker odletěla domů a Sesnick Yuleho požádal, aby v Británii zůstal a nahrál zde nové album. Album vyšlo pod názvem Squeeze. Za bicí při nahrávání usedl Ian Paice ze skupiny Deep Purple. Yule rovněž sehnal další hudebníky, aby s ním odehráli turné: jsou to členové skupiny Ridgewood Rockets – baskytarista George Kay, Billy Yule a kytarista Rob Norris. Billyho Yulea však nahradil bubeník Mark Nauseef. V únoru 1973 vyšlo definitivně poslední studiové album Squeeze. Většinu nástrojů nahrál sám Doug Yule, na bicí hrál Ian Paice, a kdo zpívá doprovodné vokály, není jisté. Přestože se na něm nepodílel nikdo z původní sestavy, vyšlo jako album skupiny The Velvet Underground. Skupina Velvet Underground přestala hrát v květnu 1973.

### Vývoj po rozpadu (1972–1989)
John Cale, Lou Reed i Nico pokračovali ve vydáváním sólových alb, počátkem osmdesátých let vydala své první sólové album i Maureen Tucker. Členem její doprovodné skupiny byl i Morrison, který jako jediný z klasické sestavy Velvet Underground nevydal žádné sólové album. Doug Yule spolupracoval s Reedem na jeho sólovém albu Sally Can't Dance, později byl členem krátce existující superskupiny American Flyer, po jejím rozpadu se ztratil z hudebního průmyslu a znovu začal hrát až po roce 2000. Angus MacLise zemřel v roce 1979 v Nepálu. V roce 1985 Polydor vydal album VU složené z raritních nahrávek skupiny, které vznikly v přípravách na čtvrté album pro MGM. Na některých skladbách se podílel i Cale, další dema a nevydané skladby vyšly v roce 1986 na albu Another View. V únoru 1987 zemřel ve věku 58 let Andy Warhol. Nico zemřela v červenci 1988.

### Reuniony a posmrtné dění (1989–dosud)

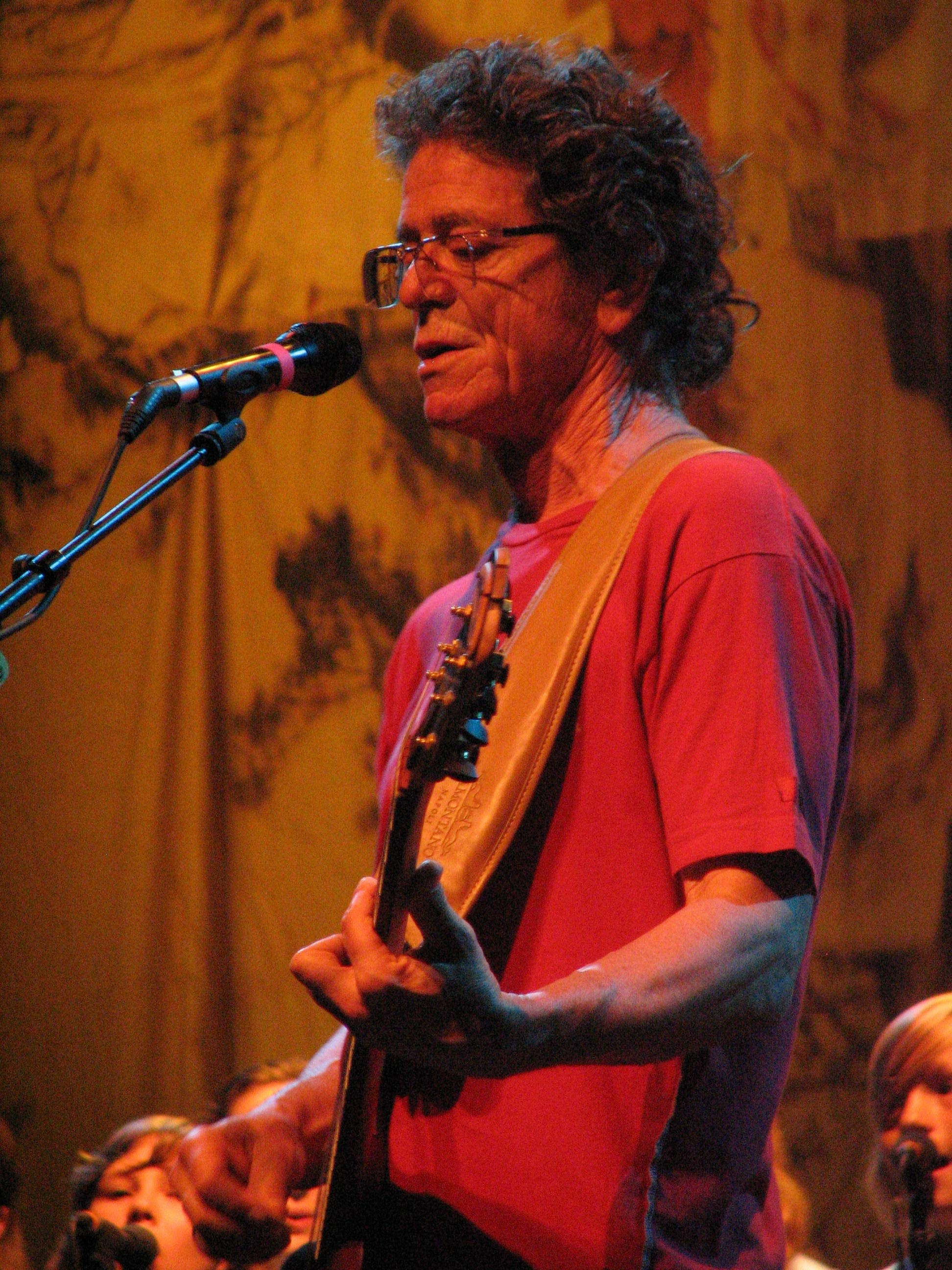
Lou Reed v roce 2008

Po Warholově smrti v roce 1987 se objevila myšlenka na obnovení skupiny. Lou Reed s Johnem Calem se na obědě po jeho pohřbu dali dohromady, přesněji je dal dohromady Billy Name. V roce 1989 vydali oba nezávisle na sobě svá alba a začali pracovat na společné desce věnované památce zesnulého Warhola. Výsledek jejich spolupráce byl představen v dubnu 1990. Album dostalo název podle jedné z Warholových přezdívek, Songs for Drella, a nahráli ho Reed a Cale za pomoci kytary, violy, kláves a zpěvu. Po jeho vydání se začaly vyvíjet myšlenky o obnovení skupiny v její klasické sestavě. V červnu 1990 se tak stalo, avšak pouze pro jeden benefiční koncert pro nadaci Fondation Cartier pour l'art contemporain ve Francii. V říjnu 1991 vydala Tucker své třetí sólové album s názvem I Spent a Week There the Other Night; mimo ni a jiné hudebníky na něm hrají i Cale, Reed a Morrison. V prosinci téhož roku Morrison a Reed zahráli na koncertě Johna Calea v New Yorku.
Počátkem roku 1993 proběhly první zkoušky nově obnovených Velvet Underground v klasické sestavě a následovalo evropské turné, při kterém se zastavili i v Praze. Při některých koncertech skupina dělala předkapelu skupině U2 při jejich turné Zoo TV Tour. Několik koncertů bylo také nahráno a později i vydáno jako Live MCMXCIII. Skupina se však ještě před zahájením amerického turné zase rozpadla: mezi Reedem a Calem se probudila stará řevnivost, jež je pronásleduje již léta.
V roce 1993 vyšel třídiskový box set nazvaný What Goes On, který obsahuje množství již vydaných skladeb, ale i různé mluvené doplňky. V srpnu 1995 zemřel Sterling Morrison, čímž zanikla možnost skupinu obnovit v klasické sestavě. V září vyšel box set nazvaný Peel Slowly and See; obsahuje velké množství původních demo nahrávek. Následující rok byla skupina uvedena do Rock and Roll Hall of Fame, úvodní proslov přednesla Patti Smith a skupina zde v sestavě Reed-Cale-Tucker představila skladbu „Last Night I Said Goodbye to My Friend“, kterou věnovala zesnulému Morrisonovi. V roce 1997 vyšla rozšířená verze alba Loaded pod názvem Fully Loaded Edition. Obsahuje skladby z původního alba doplněné odlišnými verzemi skladeb.
V srpnu 2001 vyšel čtyřdiskový komplet Final V. U. 1971–1973; obsahuje koncertní nahrávky z posledních dvou let existence kapely. V říjnu 2001 vyšlo album Bootleg Series Volume 1: The Quine Tapes s pirátskými nahrávkami z koncertů skupiny Velvet Underground, které pořídil pozdější spolupracovník Lou Reeda Robert Quine. Ten v roce 2004 zemřel a další pokračování alba již nevyšlo. V roce 2002 vyšla deluxe edice debutového alba, jež obsahovala celé původní album doplněné o pět skladeb z alba Chelsea Girl, všechny skladby z původního alba v mono verzích a čtyři skladby původně vydané jako singly. V srpnu 2005 zemřel první manažer skupiny Al Aronowitz. V roce 2007 bylo první album skupiny zařazeno do Knihovny Kongresu. V prosinci 2009 se spolu setkali Reed, Tucker a Yule a udělali rozhovor s Davidem Frickee v New York Public Library. V lednu 2012 žijící členové skupiny zahájili právní kroky proti Andy Warhol Foundation z důvodu použití banánu z jejich debutového alba na reklamních předmětech, jako jsou iPody. Autorská práva k banánu nikdy nebyla zaregistrována a skupina spor v září 2012 prohrála.
V říjnu 2012 vyšla šestidisková reedice alba The Velvet Underground & Nico u příležitosti 45. výročí jeho původního vydání. Obsahuje stereo i mono verze původního alba, celé album Chelsea Girl, zkoušky nahrané ve Factory i záznamy z koncertů. V roce 2013 pak vyšla i třídisková reedice alba White Light/White Heat. V říjnu toho roku zemřel Lou Reed ve svých jedenasedmdesáti letech.

## Vliv na pozdější umělce
Skupina je považována za jednu z nejdůležitějších a nejvlivnějších v historii rockové hudby. Byla jednou z hlavních inspirací pro vznik punk rocku a alternativního rocku. Jako svůj vzor ji označili například David Bowie, The Plastic People of the Universe, R.E.M., The Stooges, Brian Eno, Siouxsie and the Banshees, Roxy Music, Pixies, Can, Faust, Television, Glenn Danzig, Patti Smith, Red Hot Chili Peppers, Sex Pistols, New York Dolls, Nirvana, Joy Division, Sonic Youth, Pere Ubu, The Strokes, Talking Heads, U2, Jane's Addiction nebo The Smiths.

## Pocty
V roce 1985 vyšlo ve Francii album Les Enfants Du Velvet, obsahující šest skladeb Velvet Underground předělaných různými umělci. V roce 1990 vyšlo tribute album Heaven & Hell: A Tribute to The Velvet Underground obsahující skladby Velvet Underground v podání různých interpretů. Česká skupina Fiction vydala v roce 1996 album nazvané Neverending Party obsahující skladby Velvet Underground. V únoru 2012 vydal Rodolphe Burger album This Is a Velvet Underground Song That I'd Like to Sing; jsou na něm skladby Velvet Underground doplněné upravenou verzí skladby „Das Lied vom einsamen Mädchen“. V říjnu téhož roku v rámci 45. výročí vydání prvního alba skupiny vyšlo tribute album nazvané The Velvet Underground & Nico by Castle Face and Friends. Obsahuje všechny skladby právě z prvního alba předělané různými interprety, mezi nimiž jsou například Ty Segall, Kelley Stoltz, The Fresh & Onlys, Thee Oh Sees a další.
Česká skupina The Plastic People of the Universe ve svých začátcích hrála coververze jejich skladeb. Některé z nich později vyšly na koncertním albu Trouble Every Day. Další česká skupina The Velvet Underground Revival Band se soustředí výhradně na materiál Velvet Underground a jednou skupina byla pozvána do Francie, kde vystoupila s Maureen Tucker.
Různí interpreti rovněž nahráli na svá alba jednotlivé skladby. Paří mezi ně například Cabaret Voltaire, Nirvana („Here She Comes Now“), R.E.M. („There She Goes Again“ a „Pale Blue Eyes“), Gary Lucas („European Son“), Echo & the Bunnymen („Run Run Run“), Tori Amos („New Age“), UK Subs („I'm Waiting for the Man“), Joy Division („Sister Ray“), The Queers („Sunday Morning“), Mott the Hoople („Sweet Jane“), The Smashing Pumpkins („Venus in Furs“), David Bowie („White Light/White Heat“), Duran Duran („Femme Fatale“), Nick Cave and the Bad Seeds („All Tomorrow's Parties“) a mnoho dalších.

## Členové
Klasická sestava
- Lou Reed (1965–1970) – kytara, zpěv, klavír, harmonika[p 21]
- John Cale (1965–1968) – baskytara, viola, klavír, zpěv
- Sterling Morrison (1965–1971) – kytara, baskytara
- Maureen „Mo“ Tucker (1965–1972) – bicí, perkuse, zpěv

Pozdější členové
- Doug Yule (1968–1973) – klávesy, kytara, baskytara, zpěv
- Walter Powers (1970–1972) – baskytara
- Willie Alexander (1971–1972) – klávesy, zpěv

Ostatní členové
- Nico (1966–1967) – zpěv
- Angus MacLise (1965) – bicí
- Elektrah Lobel (1965) – kytara, perkuse
- Henry Flynt (1966) – náhrada za Calea při několika koncertech v září 1966[202]
- Billy Yule – náhrada za těhotnou Tucker na albu Loaded
- Tommy Castanaro – náhrada za těhotnou Tucker na albu Loaded
- Adrian Barber – náhrada za těhotnou Tucker na albu Loaded
- Larry Estridge – baskytara v červnu 1971
- Rob Norris (z The Bongos) – kytara na britském turné k albu Squeeze
- George Kay – baskytara na britském turné k albu Squeeze
- Don Silverman – kytara na britském turné k albu Squeeze
- Mark Nauseef – bicí na britském turné k albu Squeeze
- Ian Paice – bicí na albu Squeeze

## Diskografie
Studiová alba
- The Velvet Underground & Nico (1967)
- White Light/White Heat (1968)
- The Velvet Underground (1969)
- Loaded (1970)
- Squeeze (1973)